# Hall of Fame Open

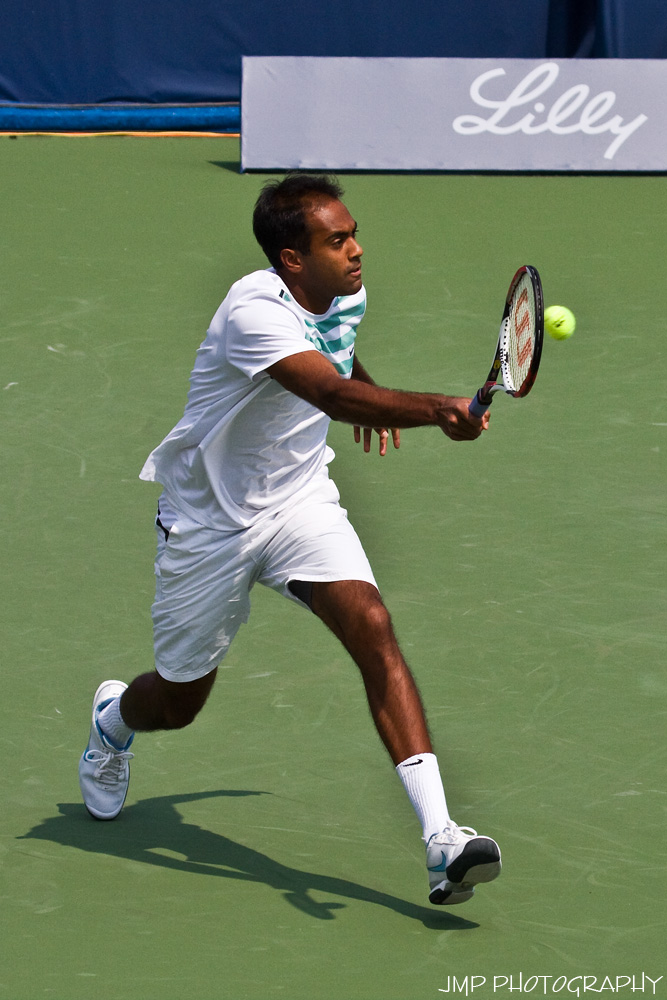
Rajeev Ram – mistrz z 2009 roku w grze pojedynczej i podwójnej

Hall of Fame Open – męski turniej tenisowy rangi ATP Tour 250 zaliczany do cyklu ATP Tour. Rozgrywany w latach 1976–2024 na kortach trawiastych amerykańskim Newport.
Od sezonu 2025 turniej zdegradowano do rangi ATP Challenger Tour.

## Mecze finałowe

### Gra pojedyncza
| Rok  | Zwycięzca                                    | Finalista                                    | Wynik                                        |
| 2024 | Marcos Giron                                 | Alex Michelsen                               | 6:7(4), 6:3, 7:5                             |
| 2023 | Adrian Mannarino                             | Alex Michelsen                               | 6:2, 6:4                                     |
| 2022 | Maxime Cressy                                | Aleksandr Bublik                             | 2:6, 6:3, 7:6(3)                             |
| 2021 | Kevin Anderson                               | Jenson Brooksby                              | 7:6(8), 6:4                                  |
| 2020 | Turniej anulowano z powodu pandemii COVID-19 | Turniej anulowano z powodu pandemii COVID-19 | Turniej anulowano z powodu pandemii COVID-19 |
| 2019 | John Isner                                   | Aleksandr Bublik                             | 7:6(2), 6:3                                  |
| 2018 | Steve Johnson                                | Ramkumar Ramanathan                          | 7:5, 3:6, 6:2                                |
| 2017 | John Isner                                   | Matthew Ebden                                | 6:3, 7:6(4)                                  |
| 2016 | Ivo Karlović                                 | Gilles Müller                                | 6:7(2), 7:6(5), 7:6(12)                      |
| 2015 | Rajeev Ram                                   | Ivo Karlović                                 | 7:6(5), 5:7, 7:6(2)                          |
| 2014 | Lleyton Hewitt                               | Ivo Karlović                                 | 6:3, 6:7(4), 7:6(3)                          |
| 2013 | Nicolas Mahut                                | Lleyton Hewitt                               | 5:7, 7:5, 6:3                                |
| 2012 | John Isner                                   | Lleyton Hewitt                               | 7:6(1), 6:3                                  |
| 2011 | John Isner                                   | Olivier Rochus                               | 6:3, 7:6(6)                                  |
| 2010 | Mardy Fish                                   | Olivier Rochus                               | 5:7, 6:3, 6:4                                |
| 2009 | Rajeev Ram                                   | Sam Querrey                                  | 6:7(3), 7:5, 6:3                             |
| 2008 | Fabrice Santoro                              | Prakash Amritraj                             | 6:3, 7:5                                     |
| 2007 | Fabrice Santoro                              | Nicolas Mahut                                | 6:4, 6:4                                     |
| 2006 | Mark Philippoussis                           | Justin Gimelstob                             | 6:3, 7:5                                     |
| 2005 | Greg Rusedski                                | Vince Spadea                                 | 7:6(3), 2:6, 6:4                             |
| 2004 | Greg Rusedski                                | Alexander Popp                               | 7:6(5), 7:6(2)                               |
| 2003 | Robby Ginepri                                | Jürgen Melzer                                | 6:4, 6:7(3), 6:1                             |
| 2002 | Taylor Dent                                  | James Blake                                  | 6:1, 4:6, 6:4                                |
| 2001 | Neville Godwin                               | Martin Lee                                   | 6:1, 6:4                                     |
| 2000 | Peter Wessels                                | Jens Knippschild                             | 7:6(3), 6:3                                  |
| 1999 | Chris Woodruff'                              | Kenneth Carlsen                              | 6:7(5), 6:4, 6:4                             |
| 1998 | Leander Paes                                 | Neville Godwin                               | 6:3, 6:2                                     |
| 1997 | Sarkis Sarksjan                              | Brett Steven                                 | 7:6(0), 4:6, 7:5                             |
| 1996 | Nicolás Pereira                              | Grant Stafford                               | 4:6, 6:4, 6:4                                |
| 1995 | David Prinosil                               | David Wheaton                                | 7:6(3), 5:7, 6:2                             |
| 1994 | David Wheaton                                | Todd Woodbridge                              | 6:4, 3:6, 7:6(5)                             |
| 1993 | Greg Rusedski                                | Javier Frana                                 | 7:5, 6:7(7), 7:6(5)                          |
| 1992 | Bryan Shelton                                | Alex Antonitsch                              | 6:4, 6:4                                     |
| 1991 | Bryan Shelton                                | Javier Frana                                 | 3:6, 6:4, 6:4                                |
| 1990 | Pieter Aldrich                               | Darren Cahill                                | 7:6, 1:6, 6:1                                |
| 1989 | Jim Pugh                                     | Peter Lundgren                               | 6:4, 4:6, 6:2                                |
| 1988 | Wally Masur                                  | Brad Drewett                                 | 6:2, 6:1                                     |
| 1987 | Dan Goldie                                   | Sam Giammalva                                | 6:7, 6:4, 6:4                                |
| 1986 | Bill Scanlon                                 | Tim Wilkison                                 | 7:5, 6:4                                     |
| 1985 | Tom Gullikson                                | John Sadri                                   | 6:3, 7:5                                     |
| 1984 | Vijay Amritraj                               | Tim Mayotte                                  | 3:6, 6:4, 6:4                                |
| 1983 | John Fitzgerald                              | Scott Davis                                  | 2:6, 6:1, 6:3                                |
| 1982 | Hank Pfister                                 | Mike Estep                                   | 6:1, 7:5                                     |
| 1981 | Johan Kriek                                  | Hank Pfister                                 | 3:6, 6:3, 7:5                                |
| 1980 | Vijay Amritraj                               | Andrew Pattison                              | 6:1, 5:7, 6:3                                |
| 1979 | Brian Teacher                                | Stan Smith                                   | 1:6, 6:3, 6:4                                |
| 1978 | Bernard Mitton                               | John James                                   | 6:1, 3:6, 7:6                                |
| 1977 | Tim Gullikson                                | Hank Pfister                                 | 6:4, 6:4, 5:7, 6:2                           |
| 1976 | Vijay Amritraj                               | Brian Teacher                                | 6:3, 4:6, 6:3, 6:1                           |

### Gra podwójna
| Rok  | Zwycięzcy                                    | Finaliści                                    | Wynik                                        |
| 2024 | André Göransson Sem Verbeek                  | Robert Cash James Tracy                      | 6:3, 6:4                                     |
| 2023 | Nathaniel Lammons Jackson Withrow            | William Blumberg Max Purcell                 | 6:3, 5:7, 10–5                               |
| 2022 | William Blumberg Steve Johnson               | Raven Klaasen Marcelo Melo                   | 6:4, 7:5                                     |
| 2021 | William Blumberg Jack Sock                   | Austin Krajicek Vasek Pospisil               | 6:2, 7:6(3)                                  |
| 2020 | Turniej anulowano z powodu pandemii COVID-19 | Turniej anulowano z powodu pandemii COVID-19 | Turniej anulowano z powodu pandemii COVID-19 |
| 2019 | Marcel Granollers Serhij Stachowski          | Marcelo Arévalo Miguel Ángel Reyes-Varela    | 6:7(10), 6:4, 13–11                          |
| 2018 | Jonatan Erlich Artem Sitak                   | Marcelo Arévalo Miguel Ángel Reyes-Varela    | 6:1, 6:2                                     |
| 2017 | Aisam-ul-Haq Qureshi Rajeev Ram              | Matt Reid John-Patrick Smith                 | 6:4, 4:6, 10–7                               |
| 2016 | Sam Groth Chris Guccione                     | Jonathan Marray Adil Shamasdin               | 6:4, 6:3                                     |
| 2015 | Jonathan Marray Aisam-ul-Haq Qureshi         | Nicholas Monroe Mate Pavić                   | 4:6, 6:3, 10–8                               |
| 2014 | Chris Guccione Lleyton Hewitt                | Jonatan Erlich Rajeev Ram                    | 7:5, 6:4                                     |
| 2013 | Nicolas Mahut Édouard Roger-Vasselin         | Tim Smyczek Rhyne Williams                   | 6:7(4), 6:2, 10–5                            |
| 2012 | Santiago González Scott Lipsky               | Colin Fleming Ross Hutchins                  | 7:6(3), 6:3                                  |
| 2011 | Matthew Ebden Ryan Harrison                  | Johan Brunström Adil Shamasdin               | 4:6, 6:3, 10–5                               |
| 2010 | Carsten Ball Chris Guccione                  | Santiago González Travis Rettenmaier         | 6:3, 6:3                                     |
| 2009 | Jordan Kerr Rajeev Ram                       | Michael Kohlmann Rogier Wassen               | 6:7(6), 7:6(7), 10–6                         |
| 2008 | Mardy Fish John Isner                        | Rohan Bopanna Aisam-ul-Haq Qureshi           | 6:4, 7:6(1)                                  |
| 2007 | Jordan Kerr Jim Thomas                       | Nathan Healey Igor Kunicyn                   | 6:3, 7:5                                     |
| 2006 | Robert Kendrick Jürgen Melzer                | Jeff Coetzee Justin Gimelstob                | 7:6(3), 6:0                                  |
| 2005 | Jordan Kerr Jim Thomas                       | Graydon Oliver Travis Parrott                | 7:6(5), 7:6(5)                               |
| 2004 | Jordan Kerr Jim Thomas                       | Grégory Carraz Nicolas Mahut                 | 6:3, 6:7(5), 6:3                             |
| 2003 | Jordan Kerr David Macpherson                 | Julian Knowle Jürgen Melzer                  | 7:6(4), 6:3                                  |
| 2002 | Bob Bryan Mike Bryan                         | Jürgen Melzer Alexander Popp                 | 7:5, 6:3                                     |
| 2001 | Bob Bryan Mike Bryan                         | André Sá Glenn Weiner                        | 6:3, 7:5                                     |
| 2000 | Jonatan Erlich Harel Lewi                    | Kyle Spencer Mitch Sprengelmeyer             | 6:3, 7:5                                     |
| 1999 | Wayne Arthurs Leander Paes                   | Sarkis Sarksjan Chris Woodruff               | 6:7, 7:6, 6:3                                |
| 1998 | Doug Flach Sandon Stolle                     | Scott Draper Jason Stoltenberg               | 6:2, 4:6, 7:6                                |
| 1997 | Justin Gimelstob Brett Steven                | Kent Kinnear Ałeksandar Kitinow              | 6:3, 6:4                                     |
| 1996 | Marius Barnard Piet Norval                   | Paul Kilderry Michael Tebbutt                | 6:7, 6:4, 6:4                                |
| 1995 | Jörn Renzenbrink Markus Zoecke               | Paul Kilderry Nuno Marques                   | 6:1, 6:2                                     |
| 1994 | Alex Antonitsch Greg Rusedski                | Kent Kinnear David Wheaton                   | 6:4, 3:6, 6:4                                |
| 1993 | Javier Frana Christo Van Rensburg            | Byron Black Jim Pugh                         | 4:6, 6:1, 7:6                                |
| 1992 | Royce Deppe David Rikl                       | Paul Annacone David Wheaton                  | 6:4, 6:4                                     |
| 1991 | Gianluca Pozzi Brett Steven                  | Javier Frana Bruce Steel                     | 6:4, 6:4                                     |
| 1990 | Darren Cahill Mark Kratzmann                 | Todd Nelson Bryan Shelton                    | 7:6, 6:2                                     |